# Ӂ
Je com braquia (maiúsculo: Ӂ, minúsculo: ӂ) é uma letra do alfabeto cirílico. É parte da ortografia cirílica do gagauz e do romeno/moldavo. Corresponde ao ğ na escrita latina do gagauz e ao g na escrita latina do romeno/moldavo. Em ambas as línguas, representa o som /d͡ʒ/.
Em udmurte a letra similar Ӝ (Je com diérese) é usada para o mesmo som.